# Esfumado de lluvia
El esfumado de lluvia o desvanecimiento por lluvia se refiere primordialmente a la  absorción de una señal de microonda de Radiofrecuencia (RF) por la lluvia  atmosférica, nieve o hielo, y las pérdidas que son especialmente prevalentes en las frecuencias por encima de 11 GHz. También se refiere a la degradación de una señal causada por el interferencia electromagnética del borde de ataque de un frente de tormenta. Desvanecimiento por lluvia puede ser causada por la precipitación en el lugar de enlace ascendente o enlace descendente. Sin embargo, no necesita estar lloviendo en una ubicación para que pueda ser afectada por la atenuación por lluvia, ya que la señal puede pasar a través de la precipitación a muchos kilómetros de distancia, especialmente si la antena parabólica tiene un bajo ángulo de horizonte. Del 5 al 20 % de atenuación por lluvia o atenuación de la señal satélite también puede ser causada por la lluvia, nieve o hielo en el enlace ascendente o enlace descendente reflector de la antena, radomo o cuenco de alimentación. El esfumado por lluvia no se limita a los enlaces ascendentes por satélite o enlaces descendentes, también puede afectar a un punto terrestre a un punto de enlaces de microondas (aquellos en la superficie de la tierra). 
Las posibles maneras de superar los efectos del esfumado por la lluvia son la diversidad del sitio, el control de potencia de enlace ascendente, codificación de tasa variable, las antenas receptoras más grandes (es decir, el aumento más alto) que el tamaño requerido para las condiciones climáticas normales, y los recubrimientos hidrofóbicos. Sólo las superficies con tratamiento efecto loto superhidrófobos repelen la nieve y el hielo.

## Control de potencia de enlace ascendente
La forma más sencilla para compensar el efecto del esfumado de lluvia en las comunicaciones por satélite es aumentar la potencia de transmisión: esta contramedida dinámica se llama control de potencia de enlace ascendente (UPC, siglas de "uplink power control"). Hasta recientemente, el control de potencia de enlace ascendente tenía un uso limitado ya que requería transmisores más potentes - unos que normalmente podrían funcionar en los niveles inferiores y se podría ejecutar en el nivel de potencia en el sistema (es decir, de forma automática). También el control de potencia de enlace ascendente no podía proporcionar márgenes de señal muy grandes sin comprimir el amplificador de transmisión. Los amplificadores modernos, junto con sistemas avanzados de control de potencia de enlace ascendente que ofrecen controles automáticos para evitar la saturación del transpondedor hacen que los sistemas de control de potencia de enlace ascendente una solución eficaz, asequible y fácil para contraerrestar el efecto de esfumado de lluvia en las señales de satélite.

## Enlaces paralelos de conmutación por error
En el punto terrestre a punto de sistemas de microondas que van de 11 GHz a 80 GHz, se puede instalar un enlace de respaldo paralelo junto a un mayor ancho de banda de conexión propensos para el efecto de esfumado de lluvia. En esta disposición, un enlace primario completo puente de microondas duplex al que se le puede calcular unos 80 GHz 1 Gbit/s para tener una tasa de disponibilidad del 99,9 % en el período de un año.  
La tasa de disponibilidad calculada al 99,9 % significa que el enlace puede estar fuera de servicio por un total acumulado de diez o más horas por año en el que los picos de las tormentas de lluvia pasan por encima de la zona. Un enlace de ancho de banda secundaria inferior tal como unos 5,8 GHz 100 Mbit/s puente se puede instalar paralelo al enlace primario, con routers puente en ambos extremos de control de conmutación por error automático al 100 Mbit/s cuando el enlace primario de 1 Gbit/s está inactivo debido al efecto de esfumado de  lluvia. Usando esta disposición, el punto de alta frecuencia a punto enlaces (23 GHz+) puede ser instalado en lugares de servicio de muchos kilómetros más lejos que podría ser servido con un único enlace que requiere 99,99 % el tiempo de actividad en el transcurso de un año

## Fórmula de interpolación CCIR
Es posible extrapolar la distribución de atenuación acumulada en un lugar determinado mediante el uso de
la fórmula de interpolación CCIR:
Ap = A001 0.12 p−(0.546 − 0.0043 log10 p).
donde Ap es la atenuación en dB excedida por una p porcentaje del tiempo  y A001 es la atenuación excedida por 0.01% del tiempo.

## Fórmula de escalado ITU-R
De acuerdo al ITU-R, las estadísticas de atenuación por lluvia pueden ser escalada en frecuencia en un rango de 7 a 55 GHz por la fórmula
{\displaystyle {\frac {A_{2}}{A_{1}}}=\left({\frac {b_{2}}{b_{1}}}\right)^{1-1.12\cdot 10^{-3}{\sqrt {b_{2}/b_{1}}}(b_{1}A_{1})^{0.55}}}
donde
{\displaystyle b_{i}={\frac {f_{i}^{2}}{1+10^{-4}f_{i}^{2}}}}
y f es la frecuencia en GHz.